# Diocese de Águas Flávias
A Diocese de Águas Flávias (em latim: Aquae Flaviae), a atual Chaves, é uma diocese histórica, sendo uma sé titular.

## História
Há informações históricas, anteriormente à nacionalidade, no tempo do bispo Idácio, único titular conhecido da cátedra flaviense. Fui suprimida no âmbito da Invasão muçulmana da Península Ibérica.
Presentemente, o título de bispo titular de Águas Flávias continua a ser usado por bispos auxiliares, à semelhança do que sucede com outras dioceses históricas de Portugal extintas.

## Bispos de Águas Flávias
| #                | Nome                                    | Período         | Munus pastoral                                               |
| Bispo residente  | Bispo residente                         | Bispo residente | Bispo residente                                              |
| ---------------- | --------------------------------------- | --------------- | ------------------------------------------------------------ |
|                  | Idácio de Chaves                        | 427-462         | Bispo de Águas Flávias                                       |
| Bispos titulares |                                         |                 |                                                              |
|                  | Lino Aguirre Garcia                     | 1969-1970       | Bispo emérito de Culiacán, Sinaloa, México                   |
|                  | Rubén Buitrago Trujillo, OAR            | 1971-1974       | Bispo auxiliar de Bogotá, Colômbia                           |
|                  | Stephen Naidoo, CSSR                    | 1974-1984       | Bispo auxiliar da Cidade do Cabo, África do Sul              |
|                  | Edouard Mununu Kasiala, OCSO            | 1984-1986       | Bispo auxiliar de Quicuite, Congo                            |
|                  | Luís Augusto Castro Quiroga             | 1986-1998       | Vigário Apostólico de San Vicente-Puerto Leguízamo, Colômbia |
|                  | Vicente Costa                           | 1998-2002       | Bispo de auxiliar de Londrina, Brasil                        |
|                  | Manuel da Rocha Felício                 | 2002-2004       | Bispo auxiliar de Lisboa, bispo da Guarda, Portugal          |
|                  | Anacleto Cordeiro Gonçalves de Oliveira | 2005-2010       | Bispo auxiliar de Lisboa, Portugal                           |
|                  | Pio Gonçalo Alves de Sousa              | 2011-           | Bispo auxiliar do Porto, Portugal                            |